# Margriet Matthijsse
Margriet Matthijsse, née le 29 avril 1977 à Rotterdam, est une skipper néerlandaise.

## Carrière
Margriet Matthijsse participe aux Jeux olympiques d'été de 1996 à Atlanta et aux Jeux olympiques d'été de 2000 à Sydney et remporte la médaille d'argent dans la catégorie du Dériveur solitaire Europe lors de ces deux participations.